# Matías Biscay
Matías Biscay (San Fernando, Buenos Aires; 5 de marzo de 1973) es un exfutbolista y entrenador argentino. Como jugador, se desempeñaba como marcador central y surgió de las divisiones inferiores del C. A. River Plate de la Primera División de Argentina.
Fue ayudante de campo de Marcelo Gallardo en River entre 2014 y 2022. En esta etapa, ganó la Copa Libertadores de América (2015 y 2018) y la Copa Sudamericana (2014), entre otros torneos.

## Clubes

### Como futbolista
| Club            | País      | Año       |
| --------------- | --------- | --------- |
| River Plate     | Argentina | 1995-1996 |
| Huracán         | Argentina | 1996-1998 |
| A.C. Lugano     | Suiza     | 1998-1999 |
| S.D. Compostela | España    | 1999-2001 |

### Como asistente técnico
| Club        | País           | Año        |
| ----------- | -------------- | ---------- |
| Nacional    | Uruguay        | 2011-2012  |
| River Plate | Argentina      | 2014-2022  |
| Al-Ittihad  | Arabia Saudita | 2023-2024. |
| River Plate | Argentina      | 2024-Act   |

## Estadísticas

### Clubes
| River Plate Argentina |                     |                     |   |   |   |   |   |    |   |      |   |
| 1.ª | 1995-96             | 7                   | 0 | — | — | 0 | 0 | 7  | 0 | 0,00 |   |
| Total club | Total club          | 7                   | 0 | 0 | 0 | 0 | 0 | 7  | 0 | 0,00 |   |
| Huracán Argentina |                     |                     |   |   |   |   |   |    |   |      |   |
| 1.ª | 1996-97             | ?                   | ? | — | — | — | — | ?  | ? | ?    |   |
| 1.ª | 1997-98             | ?                   | ? | — | — | — | — | ?  | ? | ?    |   |
| Total club | Total club          | 41                  | 7 | 0 | 0 | 0 | 0 | 41 | 7 | 0,17 |   |
| A.C. Lugano · Suiza |                     |                     |   |   |   |   |   |    |   |      |   |
| 1.ª | 1998-99             | ?                   | ? | ? | ? | — | — | ?  | 1 | ?    |   |
| Total club | Total club          | ?                   | ? | ? | ? | 0 | 0 | ?  | 1 | ?    |   |
| S.D. Compostela · España |                     |                     |   |   |   |   |   |    |   |      |   |
| 2.ª | 1999-00             | 14                  | 0 | 1 | 0 | — | — | 14 | 0 | 0,00 |   |
| 2.ª | 2000-01             | 30                  | 1 | 1 | 0 | — | — | 32 | 1 | 0,03 |   |
| Total club | Total club          | 44                  | 1 | 2 | 0 | 0 | 0 | 46 | 1 | 0,02 |   |
| Total en su carrera | Total en su carrera | Total en su carrera | ? | ? | 2 | 0 | 0 | 0  | ? | 9    | ? |
| (1) Las copas nacionales se refiere a la Copa del Rey. (3) Media de goles por encuentro. No incluye goles en partidos amistosos. |                     |                     |   |   |   |   |   |    |   |      |   |

## Palmarés

### Como jugador

#### Campeonatos internacionales
| Título            | Club        | Sede         | Año  |
| ----------------- | ----------- | ------------ | ---- |
| Copa Libertadores | River Plate | Buenos Aires | 1996 |

### Como asistente técnico

#### Campeonatos nacionales
| Título              | Club        | Sede                | Año     |
| ------------------- | ----------- | ------------------- | ------- |
| Torneos Apertura    | Nacional    | Montevideo          | 2011    |
| Campeonato Uruguayo | Nacional    | Montevideo          | 2011/12 |
| Copa Argentina      | River Plate | Córdoba             | 2016    |
| Copa Argentina      | River Plate | Mendoza             | 2017    |
| Supercopa Argentina | River Plate | Mendoza             | 2018    |
| Copa Argentina      | River Plate | Mendoza             | 2019    |
| Supercopa Argentina | River Plate | Santiago del Estero | 2021    |
| Liga Profesional    | River Plate | Buenos Aires        | 2021    |
| Trofeo de Campeones | River Plate | Santiago del Estero | 2021    |

#### Campeonatos internacionales
| Título              | Club        | Sede         | Año  |
| ------------------- | ----------- | ------------ | ---- |
| Copa Sudamericana   | River Plate | Buenos Aires | 2014 |
| Recopa Sudamericana | River Plate | Buenos Aires | 2015 |
| Copa Libertadores   | River Plate | Buenos Aires | 2015 |
| Copa Suruga Bank    | River Plate | Suita        | 2015 |
| Recopa Sudamericana | River Plate | Buenos Aires | 2016 |
| Copa Libertadores   | River Plate | Madrid       | 2018 |
| Recopa Sudamericana | River Plate | Buenos Aires | 2019 |